# Artocarpus tomentosulus
Artocarpus tomentosulus är en mullbärsväxtart som beskrevs av Jarrett. Artocarpus tomentosulus ingår i släktet Artocarpus och familjen mullbärsväxter. Inga underarter finns listade i Catalogue of Life.